# Oxid osmičelý
Oxid osmičelý (OsO4) je sloučeninou kyslíku s osmiem, které v něm má oxidační číslo VIII. Samotný oxid osmičelý je jedním z pěti doposud známých oxidů s prvkem v nejvyšším oxidačním stavu.
Oxid osmičelý tvoří nažloutlé krystaly, má nízkou teplotu tání, tavenina vře při 140 °C, je zapáchající. Vzniká oxidací osmia volným kyslíkem při teplotách okolo 400 °C nebo oxidací sloučenin osmia kyselinou dusičnou.. Je kyselinotvorný, při jeho reakci s vodou vzniká kyselina osmičelá. Používá se jako oxidační činidlo při výrobě oxidu osmičitého. Jde o jedovatou sloučeninu, výpary poškozují rohovku a sliznice úst a nosu.